# Air Malawi
Air Malawi was de nationale luchtvaartmaatschappij van Malawi met haar thuisbasis in Blantyre.

## Geschiedenis
Air Malawi is opgericht in 1964 als een dochter van Central African Airways. In 1967 werd het de nationale luchtvaartmaatschappij van Malawi.
In 2013 is de maatschappij opgeheven. Datzelfde jaar is een nieuwe maatschappij opgericht: Malawian Airlines.

## Diensten
Air Malawi voerde lijnvluchten uit naar:
Binnenland:
- Blantyre, Club Makokola, Lilongwe, Mzuzu.

Buitenland:
- Dar es Salaam, Dubai, Harare, Johannesburg, Londen, Lusaka, Nairobi.

## Vloot
De vloot van Air Malawi bestond in juni 2007 uit:
- 1 Boeing B737-300
- 1 Boeing B737-500
- 1 ATR-42-300

## Ongeluk
Op 6 november 1987 werd een Short Skyvan van Air Malawi neergeschoten nabij de Mozambikaanse plaats Ulongwe, waarbij alle tien inzittenden (acht passagiers en twee bemanningsleden) omkwamen. Hoewel het een binnenlandse vlucht van Blantyre naar Lilongwe betrof, bevond het vliegtuig zich boven Mozambikaans grondgebied, waar een burgeroorlog gaande was.